# 1974年全仏オープン
1974年 全仏オープン（1974ねんぜんふつオープン、Internationaux de France de Roland-Garros 1974）は、フランス・パリにある「スタッド・ローラン・ギャロス」にて、1974年6月3日から16日にかけて開催された。

## 大会の流れ
- 男子シングルスは「128名」の選手による7回戦制で、女子シングルスは「64名」の選手による6回戦制で行われた。男女とも「1回戦不戦勝」（抽選表では“Bye”と表示）はない。
- シード選手は男子16名、女子8名。男女とも変則的なドローシート（抽選表）を組み、男子は第3シード2名・第5シード2名・第7シード2名・第9シード8名を割り当て、女子は第3シード2名・第5シード2名・第7シード2名を割り当てた。

## シード選手

### 男子シングルス
- 1. 　イリ・ナスターゼ　（ベスト8）
- 2. 　ヤン・コデシュ　（4回戦）
- 3. 　ビョルン・ボルグ　（初優勝）　［第3シードが2名］
- 3. 　アーサー・アッシュ　（4回戦）
- 5. 　トム・ゴーマン　（2回戦）　［第5シードが2名］
- 5. 　スタン・スミス　（1回戦）
- 7. 　アレックス・メトレベリ　（2回戦）　［第7シードが2名］
- 7. 　アドリアーノ・パナッタ　（2回戦、途中棄権）
- 9. 　マニュエル・オランテス　（準優勝）　［第9シードが8名］
- 9. 　フランソワ・ジョフレー　（ベスト4）
- 9. 　ラウル・ラミレス　（ベスト8）
- 9. 　マーティー・リーセン　（4回戦）
- 9. 　ハイメ・フィヨル　（4回戦）
- 9. 　エディ・ディッブス　（4回戦）
- 9. 　ブライアン・ゴットフリート　（2回戦）
- 9. 　パオロ・ベルトルッチ　（1回戦）

### 女子シングルス
- 1. 　クリス・エバート　（初優勝）
- 2. 　バージニア・ウェード　（2回戦）
- 3. 　オルガ・モロゾワ　（準優勝）　［第3シードが2名］
- 3. 　ヘルガ・マストホフ　（ベスト4）
- 5. 　マルチナ・ナブラチロワ　（ベスト8）　［第5シードが2名］
- 5. 　（大会開始前に棄権）
- 7. 　ジュリー・ヘルドマン　（ベスト8）　［第7シードが2名］
- 7. 　沢松和子　（1回戦）

## 大会経過

### 男子シングルス

#### 準々決勝
ハロルド・ソロモン vs.  イリ・ナスターゼ　6-4, 6-4, 0-6, 3-6, 6-4
 ビョルン・ボルグ vs.  ラウル・ラミレス　6-2, 5-7, 4-6, 6-2, 6-3
 マニュエル・オランテス vs.  パトリシオ・コルネヨ　6-3, 6-3, 6-1
 フランソワ・ジョフレー vs.  ハンス＝ユルゲン・ポーマン　7-6, 6-3, 6-2

#### 準決勝
ビョルン・ボルグ vs.  ハロルド・ソロモン　6-4, 2-6, 6-2, 6-1
 マニュエル・オランテス vs.  フランソワ・ジョフレー　6-2, 6-4, 6-4

### 女子シングルス

#### 準々決勝
クリス・エバート vs.  ジュリー・ヘルドマン　6-0, 7-5
 ヘルガ・マストホフ vs.  マルチナ・ナブラチロワ　7-6, 6-3
 オルガ・モロゾワ vs.  マリー・ピンテロワ　6-3, 6-2
 ラケル・ジスカフレ vs.  カーチャ・エビングハウス　7-5, 6-7, 6-3

#### 準決勝
クリス・エバート vs.  ヘルガ・マストホフ　7-5, 6-4
 オルガ・モロゾワ vs.  ラケル・ジスカフレ　6-3, 6-2

## 決勝戦の結果
- 男子シングルス： ビョルン・ボルグ vs.  マニュエル・オランテス　2-6, 6-7, 6-0, 6-1, 6-1
- 女子シングルス： クリス・エバート vs.  オルガ・モロゾワ　6-1, 6-2
- 男子ダブルス： ディック・クリーリー＆ オニー・パルン vs.  スタン・スミス＆ ボブ・ルッツ　6-3, 6-2, 3-6, 5-7, 6-1
- 女子ダブルス： クリス・エバート＆ オルガ・モロゾワ vs.  ゲイル・シェリフ＆ カーチャ・エビングハウス　6-4, 2-6, 6-1
- 混合ダブルス： イワン・モリナ＆ マルチナ・ナブラチロワ vs.  マルセロ・ララ＆ ロージー・ダーモン　6-3, 6-3

## みどころ
- 女子シングルス準優勝者のオルガ・モロゾワは、ソビエト連邦の女子テニス選手として最初の4大大会女子シングルス決勝進出者になった。女子ダブルスでは、シングルス決勝で敗れたクリス・エバートとのペアで優勝し、ソ連選手による最初の4大大会タイトル獲得を成し遂げた。
- この大会では、男子シングルスで日本人選手の活躍が目立った。神和住純が1回戦で第5シードのスタン・スミスを破り、坂井利郎がトーマス・コッホ（ブラジル）との3回戦まで進出した。日本人男子選手による全仏オープン3回戦進出は、1938年の全仏選手権（当時の名称）で4回戦に進んだ中野文照以来36年ぶりとなる。しかし、女子第7シードの沢松和子は1回戦でミマ・ヤウソベッツ（ユーゴスラビア）に敗退した。